# Вижній Березів
Ви́жній Бере́зів — село в Україні, в Яблунівській селищній громаді Косівського району Івано-Франківської області. Населення становить 1626 осіб.

## Географія
Висота над рівнем моря близько 400 метрів. Відстань від Косова — 30 км. Межує з селами Текуча, Середній Березів, Баня-Березів Косівського району та селом Микуличин Надвірнянського району. Річки Лунґа та Варатик. Річка Лунґа поділяє село на дві частини: Лаз і Заріка.

## Назва
7 червня 1946 року указом Президії Верховної Ради УРСР село Вижній Березів Яблунівського району перейменовано на село Верхній Березів і Вижньоберезівську сільську раду — на Верхньоберезівська. 11 червня 1993 р. селу повернуто історичну назву.

## Історія
Вперше згадується під 1412 роком, хоча поселення існувало ще в X—XIII століттях.
У податковому реєстрі 1515 року документується піп (отже, уже тоді була церква), млин і 3 лани (близько 75 га) оброблюваної землі.
Село у 1900 році відвідав митрополит Андрей Шептицький. У 1929—1930 роках у селі відпочивала родина Антона Крушельницького, відомого письменника і громадського діяча, що зазнав незаконних репресій сталіністів. Антін Крушельницький та майже вся його родина загинули на Соловках.
У 1940–50-х роках жителі села брали активну участь у русі опору більшовицькому режимові. Вояками УПА були 50 осіб, 61 селянин був депортований, 36 — засуджені. Під час німецької окупації 40 осіб вивезено на примусові роботи до Німеччини.

## Релігія
У селі діє релігійна громада української греко-католицької церкви. Побудована в 1991 році цегляна церква Вознесіння Христового освячена в 1992 році. 
Храмові свята: Вознесіння Господнє та Воздвиження Чесного Хреста (27 вересня).

## Пам'ятки історії та архітектури
- Обеліск воїнам, полеглим у боях з німецькими окупантами;
- Символічна могила на честь січових стрільців, насипана й освячена в 1992 році;
- Церква Вознесіння Христового, освячена в 1992 році.

## Відомі люди
- Григорій Голинський — український військовий діяч, командир Гуцульського куреня УГА;
- Негрич Дмитро — 1-й командир «Березівської» сотні УПА;
- Мирослав Симчич — сотенний УПА;
- Петро Васкул — український політичний, військовий та освітній діяч, четар УСС, сотник УГА, член Проводу ОУН;
- Микола Урбанович — архієпископ в Канаді.
- Урбанович Василь Іванович (1852-1920) - народився в сім’ї дрібної української шляхти в с. Вижний Березів Коломийського повіту (тепер Косівщина), випускник Чернівецької гімназії та Львівського кадетського корпусу, який закінчив разом із Станіславом Шептицьким (братом А. Шептицького). В. Урбанович і С. Шептицький разом вступили і обидва закінчили Вищу військову академію у Відні, де В. Урбановича, як золотого медаліста, залишили викладачем. Завідував архівним відділом в австрійському Генеральному штабі. Капітан фон Урбанович був посередником у переговорах між українською політичною елітою і наступником австрійського престолу Францом - Фердинандом з багатьма прихильниками ідеї федеральної перебудови Австрії.
- Яцко Мирослав Мирославович (1975—2023) — солдат Збройних сил України, учасник російсько-української війни.